# Igor Cosso
Igor Moraes Cosso (Belo Horizonte, 30 de janeiro de 1991) é um ator e roteirista brasileiro.

## Carreira
Em 2009, saiu de Belo Horizonte sozinho para fazer um curso de férias de teatro na Casa de Cultura Laura Alvim no Rio de Janeiro. Durante as aulas, foi descoberto por uma produtora de elenco e selecionado para fazer uma participação de três capítulos na 18.ª temporada de Malhação como o estudante Rafael. Entretanto, seu trabalho agradou a produção e seu personagem seguiu até o final da temporada. Em 2010, ele também participou da série teen Bicicleta e Melancia do Multishow como o hilário Cláudio.
No ano de 2012 foi escalado para o elenco de Amor Eterno Amor da TV Globo onde viveu Julinho, um rapaz do tipo bom moço que namora Laís (Jéssika Alves). Em 2015, fez grande sucesso como o romântico Bezalel nas duas temporadas da novela Os Dez Mandamentos da RecordTV e no filme homônimo derivado. Na trama, Bezalel e Déborah (Pérola Faria) viraram um dos principais casais da novela. O ator agradou a emissora que o convidou para mais dois trabalhos seguintes: Apocalipse (2017–2018), onde interpretou o seu primeiro vilão Dudu Poeira e na macrossérie Jezabel (2019) quando passou um período gravando no Marrocos como o soldado medroso Miguel.
Em 2020, Igor voltou a TV Globo e está no ar atualmente como Júnior, o irmão nerd de Kyra (Vitória Strada) na novela Salve-se Quem Puder. Durante a pandemia, lançou pela plataforma online IGTV a sequência de filmes de terror em inglês The Article onde ele contracena com a atriz americana Mallory Snow através de uma chamada de vídeo e ainda assina o roteiro.
Mais recentemente o ator também participou da obra Blogueirinha, a feia.

## Vida pessoal
Igor Cosso morou em Los Angeles em 2018 onde fez o curso de atores da preparadora Ivana Chubbock. Em junho de 2020 anunciou em sua conta do Instagram ser homoafetivo. O ator postou uma foto com seu namorado, o advogado Heron Leal.
Em outubro de 2020, Igor foi um dos palestrantes principais do Tedx Belo Horizonte, evento derivado do TED para fazer uma fala sobre "A Construção da Coragem" em que ele incentiva as pessoas a construírem a coragem ao longo da vida para enfrentarem os vilões e conseguirem a liberdade de ser quem elas realmente são. O discurso emocionante cita a sua jornada pessoal para se aceitar como um homem gay dentro do mercado de trabalho da televisão e o medo de não ser chamado mais para trabalhar como ator. O vídeo está disponibilizado online no canal do evento no Youtube.

## Filmografia

### Televisão
| Ano  | Título               | Personagem                        | Notas                     |
| ---- | -------------------- | --------------------------------- | ------------------------- |
| 2010 | Bicicleta e Melancia | Cláudio Santos                    |                           |
| 2011 | Malhação             | Rafael Medeiros                   |                           |
| 2012 | Amor Eterno Amor     | Júlio Tavares (Julinho)           |                           |
| 2012 | Preamar              | Gustavo                           | Episódio: "12 de agosto"  |
| 2013 | Malhação Casa Cheia  | Atropelador                       | Episódio: "24 de outubro" |
| 2015 | Os Dez Mandamentos   | Bezalel                           |                           |
| 2017 | Apocalipse           | Eduardo Poeira (Dudu)             |                           |
| 2019 | Jezabel              | Miguel                            |                           |
| 2020 | Salve-se Quem Puder  | Antônio Romantini Júnior (Júnior) |                           |
| 2024 | Blogueirinha a Feia  | João Ávila Fox (João Padrão)      |                           |
| 2024 | Mania de Você        | Gael                              |                           |

### Cinema
| Ano  | Título             | Personagem     | Notas                        |
| ---- | ------------------ | -------------- | ---------------------------- |
| 2014 | Mais uma História  | Gabriel        |                              |
| 2016 | Os Dez Mandamentos | Bezalel        |                              |
| 2020 | The Article        | Lucas          | Também roteirista e produtor |
| 2020 | The Article 2      | Lucas          | Também roteirista e produtor |
| 2024 | 13 Sentimentos     | Leonardo (Léo) |                              |

## Teatro
| Ano     | Título                               | Personagem |
| ------- | ------------------------------------ | ---------- |
| 2011–12 | O Diário de Débora                   | Lucas      |
| 2016    | A Última Festa Antes do Fim do Mundo | Stripper   |
| 2016    | O Casamento Suspeitoso               | Geraldo    |
| 2015–17 | Primeiro Sinal                       | Lucas      |
| 2017–22 | Ponte Golden Gate                    | Rael       |
| 2024    | Ainda Dá Tempo                       | Beto       |